# Giesl-Ejektor

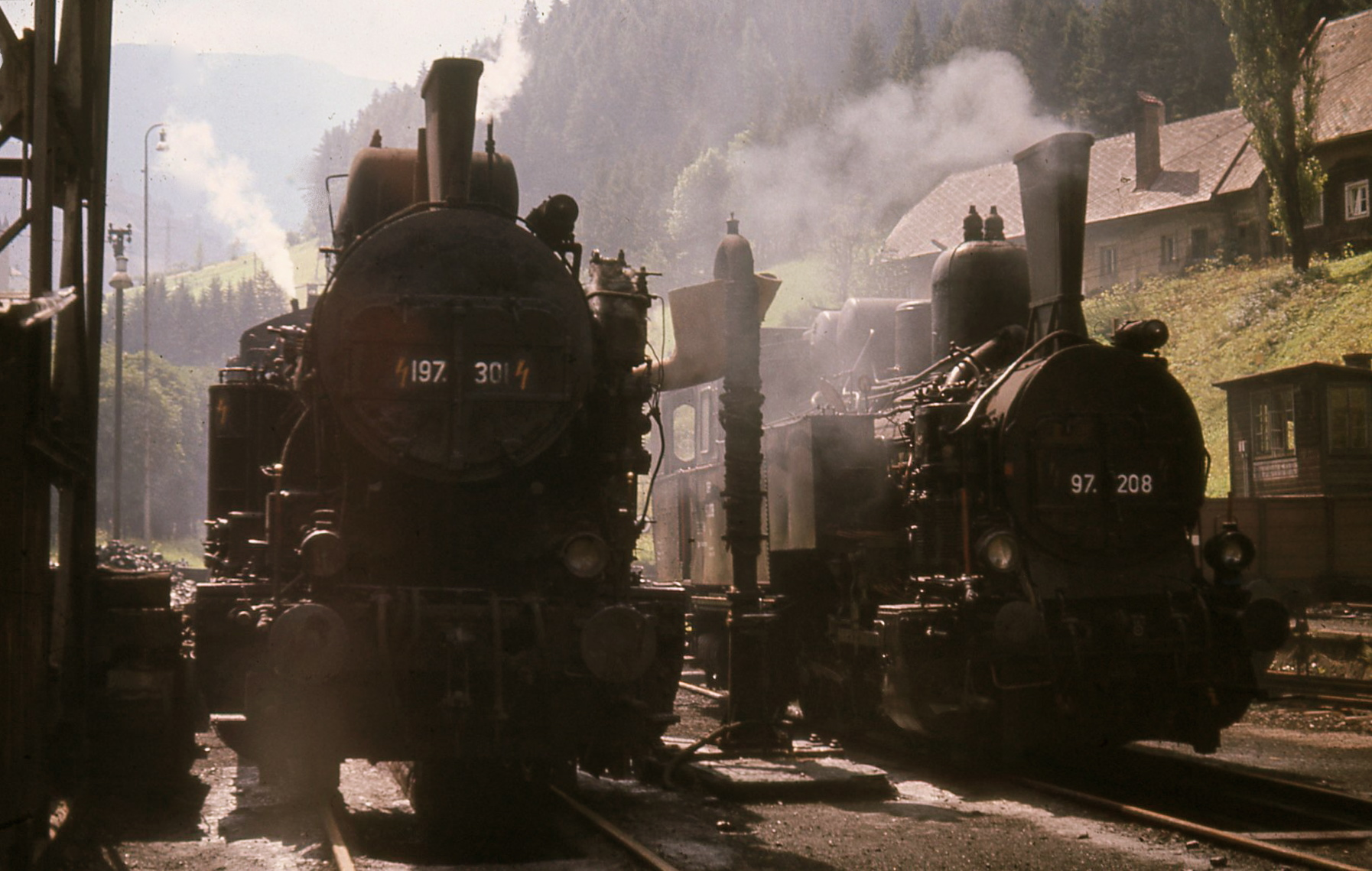
Zf. Eisenerz, Sommer 1971

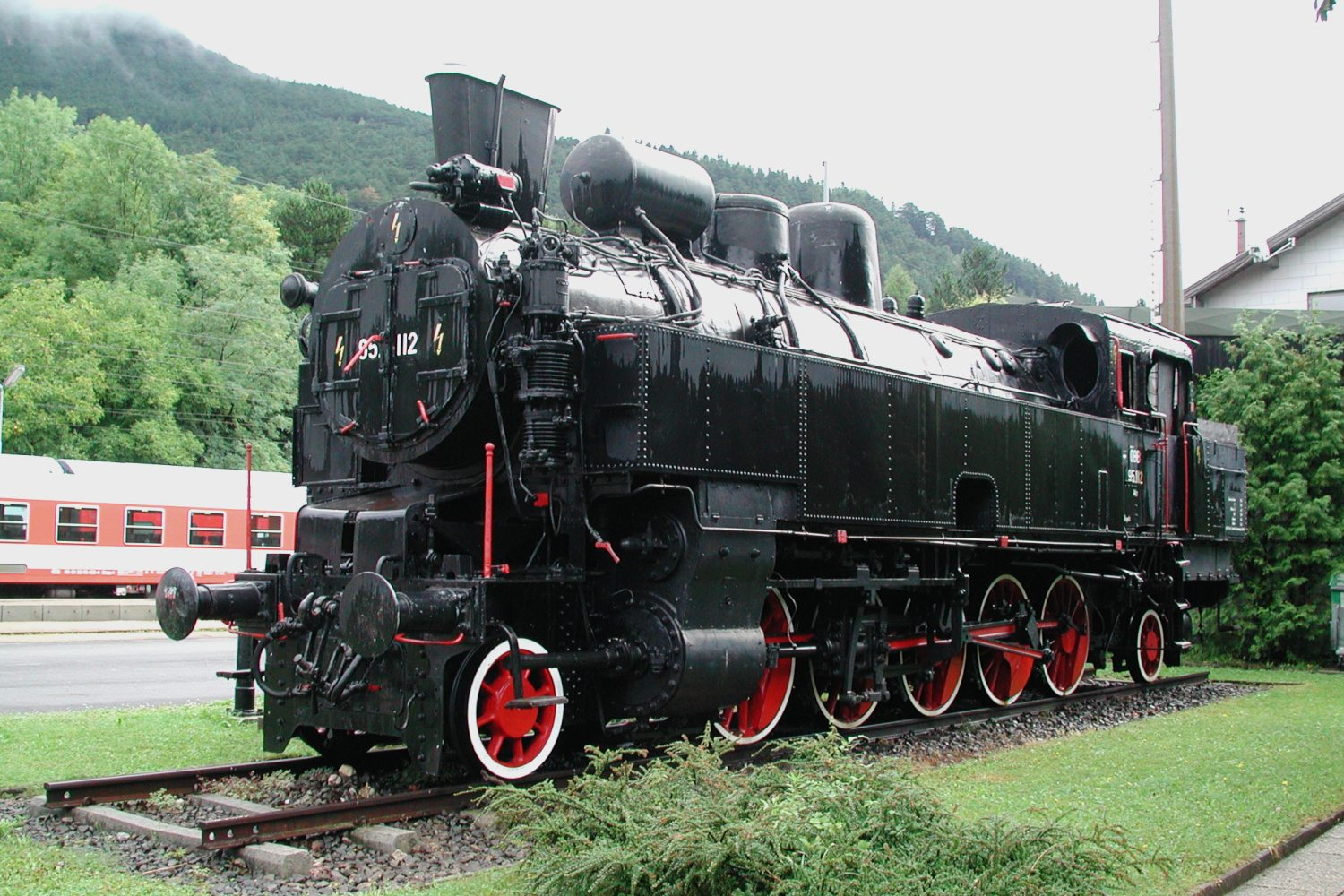
Dampflokomotive mit Giesl-Flachejektor (95.112 der ÖBB)

Ein Giesl-Ejektor ist eine Saugzuganlage für Dampflokomotiven, die nach dem Strahlpumpenprinzip funktioniert.

## Funktionsweise einer Giesl-Ejektor-Saugzuganlage
Dampflokomotiven benötigen eine konstruktive Maßnahme, die bewirkt, dass Feuerungsgase vom Kohle-Brennraum durch lang gezogene, dünne Siederohre zum Schornstein gezogen und dort ausgestoßen werden. Dazu wird unter dem Schornstein – auch Auspuff genannt – in den Abgasstrom Dampf eingeblasen. Durch das Strahlpumpenprinzip entsteht beim Entspannen des Dampfes im Schlot der benötigte Unterdruck. Die Gestaltung der Einblas-Düse, deren Steuerung sowie die Form des Auspuffes haben einen großen Einfluss auf die Leistungsfähigkeit der Dampfmaschine, weil der Gegendruck im Zylinder möglichst klein sein soll. Der „Giesl-Ejektor“ ist eine solche Anlage mit besonders geringem Gegendruck. Lokomotiven, die mit einem Giesl-Ejektor ausgerüstet sind, kann man durch die spezielle schmale Form des Schornsteins gut erkennen.

## Geschichte
Der Ejektor – nach dem äußeren Erscheinungsbild oft Flachschornstein oder abwertend Quetschesse genannt – wurde ab den 1930er Jahren vom österreichischen Lokomotivkonstrukteur Adolph Giesl-Gieslingen entwickelt und kam 1951 zur Serienreife. Hergestellt wurde er in Lizenz von den Schoeller-Bleckmann-Stahlwerken in Ternitz. Der Giesl-Ejektor bewirkt verbesserten Saugzug und dadurch bessere Energieausnutzung. Das bisherige Blasrohr wird durch einen Blasrohrkopf mit mehreren hintereinander liegenden Blasrohrdüsen gebildet, deren Strahlenkegel sich geringfügig überschneiden. Dadurch erhält der Diffusor seine flache, langgezogene Form. Eine typische Bauform des Ejektors bilden sieben in Reihe stehende Blasrohrdüsen mit annähernd quadratischem Querschnitt.

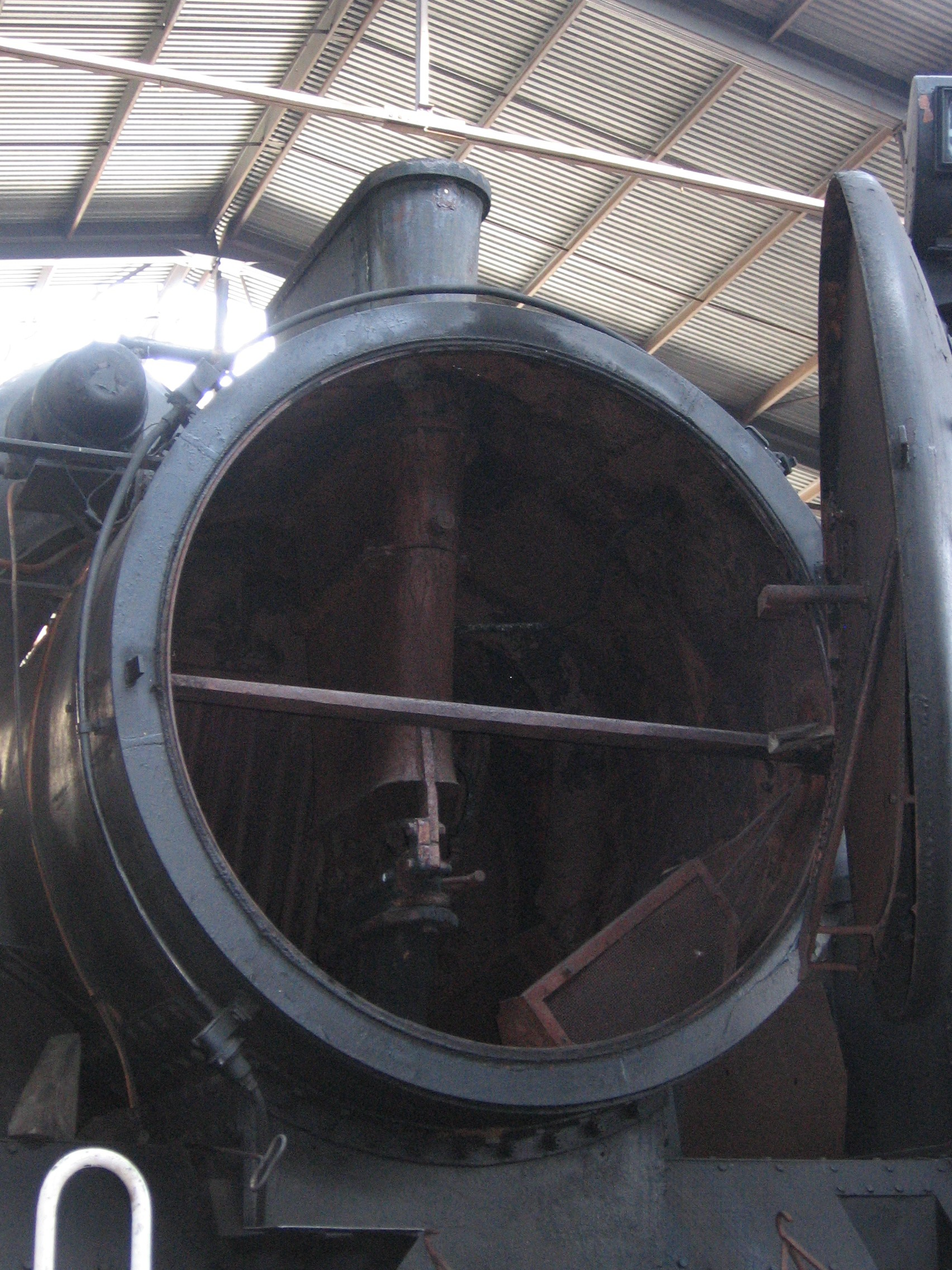
Geöffnete Rauchkammer einer Dampflok mit Giesl-Ejektor

Giesl versprach 6 bis 12 % Kohleersparnis durch den Giesl-Ejektor, die in der Praxis eher bei maximal 8 % lagen, und eine Leistungssteigerung von bis zu 20 %. Es wurden Dampflokomotiven vieler Bahnen mit Giesl-Ejektoren umgebaut, unter anderem bei der ÖBB, ČSD und DR, aber auch bei Bahnverwaltungen in Afrika, China und Japan. Nicht in allen Fällen wurden die Lizenzgebühren gezahlt, denen man nachsagte, dass sie oft die Kohleersparnis fast ausgleichen würden. Bei der DR sollen sich die Giesl-Ejektoren schon nach einem Jahr amortisiert haben, weshalb dort über 500 Lokomotiven umgerüstet wurden, hauptsächlich die Baureihen 38.10, 50, 52, 65.10 und 78. Bekanntestes Einzelstück mit Giesl-Ejektor ist die Schnellfahr-Versuchslok 18 201.
Augenscheinlich war die Deutsche Bundesbahn zu dieser Zeit weit weniger vom Zuwachs der Verdampfungsleistung und verbesserter Wirtschaftlichkeit durch den Giesl-Ejektor überzeugt als die DR. Der Umbau der Saugzuganlage lässt sich am typischen Flachschornstein einzig an der 50 1503 erkennen.
Im Jahr 2020 wurde die 52 8141 der Ostsächsischen Eisenbahnfreunde Löbau im Rahmen einer Hauptuntersuchung im Dampflokwerk Meiningen mit einem Giesl-Flachejektor ausgerüstet.

## Sonstiges
Bei der britischen Kinderbuchserie „The Railway Series“ - welche in Deutschland vor allem als „Thomas, die kleine Lokomotive“ bekannt ist - spielt ein Giesl-Ejektor eine kleinere Rolle in der ersten Geschichte des siebzehnten Buches. Diese heißt Special Funnel („Besonderer Schornstein“). Darin hat die Schmalspurlokomotive Peter Sam einen Unfall mit einem großen Eiszapfen in einem Tunnel, bei dem der Schornstein nahe an der Rauchkammer abbricht. Als Ersatz wird ein Giesl-Ejektor eingebaut, welcher durch die schmale Form des Schornsteins von allen Lokomotiven, einschließlich Peter Sam, zunächst skeptisch beäugt wird, doch dann Peter Sams Leistung so weit verbessert, dass die anderen Lokomotiven neidisch werden.